# 蒋大为
蒋大为（1947年1月22日—），中国歌唱家，天津人，中国共产党党员（1974年入党）。

## 生平
1966年毕业于天津市耀华中学，蔣大為在十六中（天津市耀华中学）上初二時，學校文藝匯演，蔣大為演唱了《洪湖赤衛隊》選曲。畢業於東北師大音樂系的老師鄭素芳發現蔣大為聲音嘹亮圓潤，自然流暢，雖處於變聲期，但具備良好的聲樂素質。鄭老師把蔣大為列為重點培養對象，經常對他進行個別輔導，蔣大為很快成為全校聞名的歌手。
1968年赴内蒙古乌兰浩特市近郊插队落户。1970年参加森林警察文工团。1971年，蔣大為作曲並演唱《采伐工人心向黨》,《拖拉機手之歌》，並為電影《青松嶺》配唱主題曲。1975年调到中央民族歌舞团任独唱演员，期间曾任中央民族歌舞团团长。1978年，蔣大為去軍隊慰問演出，演唱了自創的《駿馬奔馳保邊疆》。
1980年，蔣大為憑一曲《牡丹之歌》進入中國最頂級的歌唱家行列。1986年，春節聯歡晚會演唱《在那桃花盛開的地方》，被觀眾熟識。1989年，獲得"第一屆中國金唱片獎"，2009年，「2009中非工業合作發展論壇」上獲得"中非藝術家"稱號，被授與民委突出貢獻專家。入選人民網評選的"人民最喜愛的60位藝術家"，由他作曲並演唱的《說中國》 《和諧家園》兩首歌入選中宣部100首愛國歌曲大家唱曲目。
蔣大為在聲音上仍然保持著極強的穿透力和磁性。他的聲音優美流暢，辨識度極高。通暢透明的高音，渾厚結實的中低音，極富激情和感染力。渾厚的情感和高超的演唱技巧，形成了他特有的演唱風格，他在歌壇上被稱為「國寶」「國喉」，是中國歌壇當之無愧的「常青樹」。蔣大為曾到日本演唱日語歌曲《北國之春》和《拉網小調》引起轟動。
蔣大為曾在中央黨校、清華大學、中央音樂學院、中國音樂學院、解放軍藝術學院、四川音樂學院、雲南藝術學院、中山大學等著名高校講座，任特聘教授或名譽院長。

## 音乐作品

### 专辑
| 专辑名称                     | 发行时间   | 语言 | 详情 |
| ---------------------------- | ---------- | ---- | ---- |
| 中国梦少年强                 | 2015-10-16 | 国语 |      |
| 最美的歌儿唱给妈妈           | 2011-08-20 | 国语 |      |
| 在那桃花盛开的地方           | 2003-10-01 | 国语 |      |
| 牡丹之歌                     | 2002-12-01 | 国语 |      |
| 20世纪中华歌坛名人百集珍藏版 | 1997-08-14 | 国语 |      |

### 单曲
蒋大为演唱过近1500首作品，这里仅列出一部分。
- 北国之春（中日双语）
- 献给妻子的歌
- 说中国（词曲唱）
- 启告十方（佛教音乐）
- 新星赞
- 和谐家园（词曲唱）
- 和风东来（佛教音乐）
- 思乡曲（词曲唱）
- 取经归来（电视连续剧《西游记》插曲）
- 三套车（前苏联歌曲）
- 月亮（词曲唱）
- 敢问路在何方（电视连续剧《西游记》主题曲）
- 在那桃花盛开的地方
- 桃花依旧笑春风
- 送别
- 牡丹之歌
- 祝酒歌
- 驼铃
- 骏马奔驰保边疆（词曲唱）
- 我是天津人（词曲唱）
- 心中的故乡（词曲唱）
- 最美的歌儿唱给妈妈（词曲唱）
- 又是一年桃花开（词曲唱）
- 民族魂
- 重回桃花盛开的地方（词曲唱）
- 我爱桃花我爱家（词曲唱）
- 九九艳阳天
- 草原之夜
- 大板城的姑娘
- 美丽的姑娘
- 有一个美丽的传说
- 黄河牵着我的手
- 天边的骆驼
- 秋海棠
- 小桥
- 沿着社会主义大道奔前方（电影《青松岭》主题曲）
- 老师的手
- 与作（日语）
- 拉网小调（日语）
- 杨柳歌
- 湖畔静悄悄
- 浪花节
- 敖包相会
- 浏阳河
- 木兰山组曲
- 成州颂
- 一路春风向太阳
- 美丽的彝良
- 三峡人家
- 呼伦贝尔美
- 五大连湖之歌
- 多情的小溪
- 林海雪原
- 要问我们想什么
- 银色的月光
- 喀秋莎
- 山间小路
- 星夜的离别
- 士兵的渴望
- 阿瓦日古丽
- 牧羊姑娘
- 雪花飘飘
- 牡丹汗